# Casabona
Casabona község (comune) Calabria régiójában, Crotone megyében.

## Fekvése
A megye központi részén fekszik. Határai: Belvedere di Spinello, Castelsilano, Melissa, Pallagorio, Rocca di Neto, San Nicola dell’Alto, Strongoli és Verzino.

## Története
Első írásos említése 1198-ból származik. A 15. században albán menekültek telepedtek le. A 17-18. században egy sor földrengésben épületei súlyosan megrongálódtak, így a vidék nemesurai úgy döntöttek, hogy a település központját áthelyezik egy biztonságosabb dombra. 1806-ban nyerte el önállóságát, amikor a Nápolyi Királyságban felszámolták a feudalizmust.

## Népessége
A népesség számának alakulása:

## Főbb látnivalói
- San Nicola-templom